# I Don't Want to Hear Any More
I Don't Want to Hear Any More è un singolo del gruppo musicale statunitense Eagles, pubblicato nel 2009.

## Tracce
1. I Don't Want to Hear Any More – 4:21 (Paul Carrack)

## Formazione
- Timothy B. Schmit - basso, voce
- Joe Walsh - chitarra elettrica, cori
- Glenn Frey - chitarra acustica, cori
- Don Henley - batteria, percussioni, cori

## Classifiche
| Classifica         | Posizione migliore |
| ------------------ | ------------------ |
| Adult Contemporary | 23                 |